# Сон і його зведений брат Смерть (картина)
«Сон і його зведений брат Смерть» (англ. Sleep and his Half-brother Death) — картина англійського художника Джона Вільяма Уотергауса, написана в 1874 році. Зображує богів давньогрецької міфології братів-близнюків Гіпноса і Танатоса. Картина стала першим полотном Уотергауса, виставленим в Королівській академії. Написана після того, як молодші брати художника померли від туберкульозу.

## Опис
Картина «Сон і його зведений брат Смерть» є відсиланням до бога сну і сновидінь Гіпнос і богу смерті Танатосу, які в грецькій міфології (незважаючи на дане художником назва полотна) були братами-близнюками, синами богині ночі Нікс і бога вічної пітьми Ереб.
Двоє юнаків Сон (Гіпнос) і Смерть (Танатос) зображені на картині возлежащими на ліжку в схожих позах, проте персонаж на передньому плані, що втілює Сон, залитий світлом, а його брат, який уособлює Смерть, оповитий темрявою. Сон обіймає маки, символ сну і казкових сновидінь. У міру того як погляд глядача переходить з переднього плану на задній, він як би рухається від життя до смерті.